# Kẻ xâm nhập
Kẻ xâm nhập (tên gốc tiếng Hàn: 침입자; Romaja: Chimipja, còn được biết đến với tên tiếng Anh: Intruder) là một bộ phim giật gân, kinh dị Hàn Quốc của đạo diễn Son Won-pyeong, phát hành vào ngày 4 tháng 6 năm 2020 tại Hàn Quốc và sau đó tiếp tục được phát hành ở nhiều nước trên toàn thế giới. Phim với sự tham gia của hai diễn viên Song Ji-hyo và Kim Mu-yeol. Bộ phim nhận được sự đánh giá cao từ bộ phận khán giả đến các nhà đánh giá chuyên môn.

## Nội dung
Kang Seo-jin là một kiến trúc sư, vợ anh đã mất gần sáu tháng trước trong một vụ tai nạn. Phải chịu sự đau buồn khi không tìm được người lái xe gây ra vụ tai nạn, anh phải vật lộn để xoay sở cuộc sống và chăm sóc con gái. Con gái của Seo-jin là Ye-na vẫn chưa biết về cái chết của mẹ mình. Seo-jin nhận được cuộc gọi từ một trại trẻ mồ côi thông báo rằng người em gái thất lạc từ nhỏ của anh là Kang Yoo-jin đã được tìm thấy sau 25 năm. Anh đã gặp Yoo-jin nhưng cô không có ký ức rõ ràng về những gì đã xảy ra vào ngày cô bị bắt cóc. Gia đình đến bệnh viện nơi Yoo-jin làm việc và gặp cô y tá đồng nghiệp Yeon-joo, người đã khen ngợi Yoo-jin rất nhiều.
Yoo-jin sớm thuyết phục được cả gia đình rằng cô chính là người con gái đã thất lạc 25 năm trước. Mọi người trong gia đình của Seo-jin bắt đầu cư xử khác với anh và thay vào đó, họ chỉ tin tưởng Yoo-jin. Seo-jin trở nên nghi ngờ, anh tự hỏi rằng liệu Yoo-jin có thực sự là em gái của mình hay không. Sau đó, Seo-jin nhận được thông báo từ cảnh sát về bằng chứng mới trong vụ tai nạn của vợ anh. Trong đoạn phim quay lại vụ tai nạn ấy, Seo-jin đã nhìn thấy Yoo-jin, điều này khiến anh trở nên nghi ngờ hơn bao giờ hết. Seo-jin đã tìm gặp người bạn cũng là bác sĩ tâm lý của mình để thôi miên. Anh quan sát từ xa nhìn thấy người lái xe đã tông vợ mình và "em gái" của mình. Anh đến trại trẻ mồ côi nhưng phát hiện ra rằng nó không hề tồn tại. Sau đó, anh tiếp tục đến gặp Yeon-joo để làm rõ mọi chuyện. Yeon-joo khai với Seo-jin rằng cô đã được Yoo-jin thuê để làm cho mọi người trong gia đình tin rằng cô ta là một y tá. Quá tức giận, Seo-jin đã tiết lộ chuyện này với gia đình. Yoo-jin đã xin lỗi và nói rằng cô chỉ muốn tạo ấn tượng tốt với mọi người. Mẹ của họ, bà Yoon-hee, ngất xỉu và được đưa đến bệnh viện, tại đây Seo-jin đã lấy thành công một sợi tóc của Yoo-jin để mang đi phân tích DNA.
Một đêm Seo-jin nhận được cuộc gọi từ một nhà môi giới rằng có ai đó ở trong nhà cũ của anh. Khi đến đó, anh tìm thấy xác chết của người giúp việc của gia đình anh và bị đánh ngất xỉu. Anh tỉnh dậy khi bị trói bởi gã đàn ông đã tông chết vợ mình. Gã đàn ông nói với Seo-jin rằng hắn chính là người gọi từ "trại trẻ mồ côi" và việc giết vợ anh chỉ là vô tình. Hắn nói với Seo-jin rằng có một giáo phái tôn giáo, nơi chúng tôn thờ "những đứa trẻ được Thánh lựa chọn". Chúng thường bắt cóc những bé gái và thực hiện các nghi lễ. Đứa trẻ tiếp theo được chọn là Ye-na. Seo-jin đã giết gã đàn ông và chạy về nhà thì thấy cảnh sát trong nhà mình. Thám tử Joo và bạn của Seo-jin tin rằng Seo-jin hành xử thô bạo vì thuốc anh uống có tác dụng phụ. Họ bắt giữ anh. Yoo-jin cũng thú nhận với anh rằng trước đây ả đã gặp vợ anh và khiến cô gia nhập giáo phái của chúng, đến khi chúng đòi bắt Ye-na thì cô đã phản đối và định thông báo cho chồng mình nhưng đã bị xe tông chết.
Seo-jin chạy thoát khỏi cảnh sát khi Yoo-jin cố gắng đưa Ye-na đến ngôi nhà của giáo phái. Sau đó, họ xảy ra trận cãi vã trong rừng, đỉnh điểm là khi Yoo-jin sắp rơi xuống vực. Ả cầu xin Seo-jin đừng buông tay nhưng anh đã bỏ mặc ả sau khi nhớ lại những gì đã xảy ra vào ngày em gái mình bị bắt cóc, anh nói với ả rằng ngay cả khi ả là em gái ruột của anh thì ả cũng không bao giờ có thể trở thành một thành viên trong gia đình anh. Sau này cảnh sát tìm ra ngôi nhà trên núi của giáo phái, và hai bố con Seo-jin trở về với cuộc sống bình thường của họ. Bộ phim kết thúc khi Seo-jin cắt nát tờ phân tích DNA mà anh yêu cầu trước đó mà không cần xem kết quả.

## Diễn viên
- Song Ji-hyo vai Kang Yoo-jin
- Kim Mu-yeol vai Kang Seo-jin
- Ye Soo-jung vai Yoon-hee
- Choi Sang-hoon vai Seong-cheol
- Park Min-ha vai Kang Ye-na
- Heo Joon-seok vai Thám tử Joo
- Lee Hae-woon vai Sang-goo
- Choi Young-woo vai Yeong-choon
- Lee Je-yeon vai Beom-seok
- Jang Sung-yoon vai Yeon-joo
- So Hee-jung vai Jeong-im

## Sản xuất
Ban đầu, bộ phim có tựa đề là Daughter. Bộ phim được biên kịch bởi Son Won-pyeong, do ACEMaker Movie Works phân phối, BA Entertainment sản xuất. Ngày 13 tháng 2 năm 2019, phim đã xác nhận dàn diễn viên và bấm máy.

## Phát hành
Kẻ xâm nhập ban đầu được dự kiến phát hành vào ngày 12 tháng 3 năm 2020 nhưng đã bị hoãn vì sự bùng phát của đại dịch COVID-19 tại Hàn Quốc. Sau đó, phim được dự kiến phát hành vào ngày 21 tháng 5 năm 2020, nhưng cuối cùng lại bị đẩy lùi đến ngày 4 tháng 6 năm 2020 do đại dịch tiếp tục lan truyền ở khu vực Itaewon.
Sau khi phát hành tại Hàn Quốc vào ngày 4 tháng 6 năm 2020, Kẻ xâm nhập được xác nhận phát hành tại 26 quốc gia trên thế giới bao gồm Đài Loan, Việt Nam, Thái Lan, Nga, Malaysia... Phim lần lượt được công chiếu từ các ngày 5 tháng 6 năm 2020 tại Đài Loan, 20 tháng 6 năm 2020 tại Việt Nam và 23 tháng 7 năm 2020 tại Malaysia.

## Đón nhận
Vào ngày 5 tháng 6, Hội đồng Điện ảnh Hàn Quốc chính thức thông báo rằng Kẻ xâm nhập được công chiếu một ngày trước đó đã thu hút tổng cộng 49.578 khán giả đến rạp trong ngày đầu tiên ra mắt. Mặc dù khá khiêm tốn theo tiêu chuẩn thông thường, nhưng con số này đánh dấu số lượng khán giả xem phim trong ngày đầu tiên cao nhất mà một bộ phim có thể đạt được kể từ khi dịch COVID-19 bắt đầu diễn ra ở Hàn Quốc. Trước Kẻ xâm nhập, bộ phim cuối cùng vượt qua 40.000 khán giả tại phòng vé Hàn Quốc trong ngày đầu tiên công chiếu là Chó săn tiền được phát hành 107 ngày trước vào ngày 19 tháng 2, phim được coi là bộ phim cuối cùng được phát hành tại Hàn Quốc trước khi dịch COVID-19 bùng phát. Kẻ xâm nhập đứng đầu phòng vé cuối tuần đầu tiên với 238.417 lượt xem và chiếm 63,3% tổng doanh thu bán vé.
Tại Malaysia, Kẻ xâm nhập đứng ở vị trí top 2 "Phim có doanh thu phòng vé cao nhất" tại rạp chiếu phim GSC vào cuối tuần trong hai tuần liên tiếp sau khi chiếu vào ngày 23 tháng 7 năm 2020 và  top 10 "Phim chiếu rạp TGV", chỉ thua Bán đảo Peninsula.

## Giải thưởng và đề cử
| Năm  | Giải thưởng | Hạng mục                           | Đối tượng đề cử | Kết quả   | Chú thích |
| ---- | ----------- | ---------------------------------- | --------------- | --------- | --------- |
| 2020 | Cine21      | Nhà sản xuất xuất sắc nhất của năm | Jang Won-seok   | Đoạt giải |           |